# Francesco Bellini
Francesco Bellini (Ascoli Piceno, 20 novembre 1947 – Calgary, 10 luglio 2025) è stato un imprenditore, dirigente sportivo e ricercatore italiano naturalizzato canadese.

## Biografia
Cresciuto nel capoluogo piceno, diplomandosi perito-chimico al locale ITIS "Enrico Fermi", all'età di vent'anni si trasferisce in Canada, ove consegue un Bachelor of Science presso il Loyola College (poi Università Concordia) nel 1972 ed un dottorato in chimica organica presso l'Università del New Brunswick nel 1977. Sposato con Marisa Nardini e padre di due figli maschi, risiede nella provincia canadese del Québec.

### Attività imprenditoriale
È autore o coautore di oltre 25 brevetti, nonché di vari articoli e saggi basati sulle sue ricerche. Ha cofondato la società Biochem Pharma, di cui è stato presidente e amministratore delegato dal 1986 al 2001. È azionista di riferimento della Bellus Health (società di ricerca farmaceutica e nutraceutica), presidente della holding Picchio International e delle società Picchio Pharma, Prognomix e ViroChem Pharma (tutte attive nel settore sanitario), nonché membro del Consiglio di amministrazione di Molson Coors Brewing Company, Montreal Heart Institute Foundation, Canada Science Technology & Innovation Council, Stem Cell Therapeutics Corp e Camera di commercio italiana.
Nel 2005 è stato nominato cavaliere del lavoro dal Presidente della Repubblica Italiana in carica Carlo Azeglio Ciampi e nel novembre 2012 ha ricevuto la laurea honoris causa in chimica e tecnologie farmaceutiche dalla Scuola di scienze del farmaco e dei prodotti della salute dell'università di Camerino. Tra il 1987 e il 2004 ha ricevuto, in tutto il mondo, un totale di 27 tra premi e onorificenze legati alle sue attività in materia di imprenditorialità, ricerca ed economia.
Nel novembre 2010 ha fondato FB Health S.p.A., società con sede ad Ascoli Piceno impegnata nella ricerca, nello sviluppo e nella commercializzazione di prodotti farmaceutici e nutraceutici per la prevenzione ed il trattamento di patologie che colpiscono i pazienti anziani, specie nei settori neurologico, geriatrico e psichiatrico. Tale azienda è partecipata da Picchio International, che detiene oltre il 50% del capitale sociale, da Klox Technologies Inc. (società canadese impegnata nei settori dell'odontoiatria, dermatologia e riparazione tissutale) con quasi il 22% e, con quote minori, dal dottor Marco Marchetti, dal dottor Giovanni Scapagnini e dal dottor Federico De Grossi Mazzorin. 
A fine 2015, l'attività di Ricerca e Sviluppo di Francesco Bellini nel campo farmaceutico si è ampliata ulteriormente con la fondazione di FB Vision S.p.A., operante nell'oftalmologia, una delle aziende più innovative nel campo del trattamento e cura delle patologie oculari. FB Vision oggi distribuisce i suoi prodotti, tramite partner di prestigio internazionale, in 44 paesi nel mondo. 
Un altro ramo delle attività imprenditoriali di Bellini è costituito dalla viticoltura e dalla vinificazione: nel 2004 ha infatti fondato la società agricola Domodimonti, sita nel comune di Montefiore dell'Aso, con 48 ettari di vigneti capaci di produrre circa 200.000 bottiglie all'anno di Passerina, Pecorino, Montepulciano, Sangiovese, Cabernet Sauvignon, Merlot e Petit Verdot.

### Impegno nello sport
Nel gennaio del 2014 Bellini annuncia l'intenzione di rifondare la società calcistica della sua città natale, l'Ascoli (appena fallita per bancarotta). Il 3 febbraio fonda la società Ascoli Picchio F.C. 1898 S.p.A., di cui diventa presidente con il 70% delle quote azionarie. Tre giorni dopo, il 6 febbraio 2014, tale soggetto si aggiudica all'asta fallimentare il marchio e la tradizione sportiva del vecchio club.
 
Il 13 giugno 2016 Bellini rinuncia alla massima carica sociale del club, nominando Andrea Cardinaletti come amministratore unico; egli conserva comunque la maggioranza delle quote azionarie (circa l'80%).
 
Nel 2018 vende le quote di maggioranza della società marchigiana all'imprenditore romano del gruppo Bricofer S.p.A., Massimo Pulcinelli.
Colpito da un infarto mentre si trovava a Calgary, si spegne il 10 luglio 2025 dopo una breve lotta presso l'ospedale locale.